# Вильдхаус (Санкт-Галлен)
Вильдхаус (нем. Wildhaus) — деревня и бывшая коммуна в Швейцарии, в кантоне Санкт-Галлен.

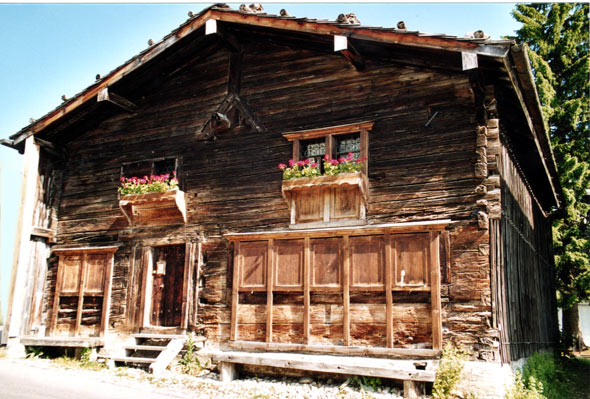
Дом, где родился Ульрих Цвингли

До 2009 года имела статус отдельной коммуны. 1 января 2010 была объединена с коммуной Альт-Санкт-Йохан в новую коммуну Вильдхаус-Альт-Санкт-Йохан.
Входит в состав округа Тоггенбург. Население составляет 1213 человек (на 31 декабря 2006 года). Официальный код — 3357.
Вильдхаус самая высокая деревне в кантоне. Она расположена между горными хребтами Зентис и Хурфирстен.
В Вильдхаусе и летом и зимой действуют два кресельных подъемника и несколько лыжных трасс.

## Местные урожденцы
- В Вильдхаусе в 1484 году родился Ульрих Цвингли — реформатор церкви, христианский гуманист и философ. Его дом можно посетить и сегодня.
- Штайнер, Вальтер (род. 1951) — прыгун с трамплина, двукратный чемпион мира